# Willem Drees
Willem Drees, né le 5 juillet 1886 à Amsterdam et mort le 14 mai 1988 à La Haye, est un homme d'État néerlandais. Membre du Parti travailliste (PvdA), il est Premier ministre des Pays-Bas du 7 août 1948 au 22 décembre 1958. Militant pour des progrès sociaux après la Seconde Guerre mondiale, durant laquelle il est fait prisonnier, Drees reste un personnage fort et apprécié de l'histoire des Pays-Bas.

## Biographie

### Jeunesse
Né à Amsterdam le 5 juillet 1886, Willem Drees est le fils de Johannes Michiel Drees et d'Anna Sophia van Dobbenburgh. En 1903, Drees termine ses études secondaires, avant de travailler à la banque Twentsche Banque jusqu'en 1906, date à laquelle il entre comme un sténographe au conseil municipal d'Amsterdam, puis aux États généraux de 1907 à 1919.

### Début de sa carrière politique
En 1904, Drees rejoint le Parti social-démocrate des ouvriers, l'une des organisations qui fusionnent en 1946 pour former le Parti travailliste. De 1910 à 1931, il dirige la section de La Haye du Parti social-démocrate des ouvriers. Entre 1913 et 1941, Drees est membre du conseil municipal de La Haye, où il occupe différents postes, notamment en tant que conseiller aux affaires sociales (1919-1931), puis échevin aux finances et aux travaux publics (1933). 
De 1919 à 1941, Willem Drees siège par ailleurs au conseil de la province de Hollande-Méridionale et, de 1927 à 1946, à l'exécutif du Parti social-démocrate des ouvriers. De 1933 à mai 1940, il est député à la seconde Chambre des États généraux et y dirige le groupe social-démocrate en 1939-1940. 
Après l'occupation des Pays-Bas par l'Allemagne en 1940, Drees est retenu en otage au camp de Buchenwald de 1940 à 1941. Libéré en 1941, il est vice-président puis président du Parti social-démocrate des ouvriers, désormais clandestin, et participe à des consultations secrètes entre les différents partis. En 1944, il devient président de la Commission de contact de l'illégalité (Contact Commissie van de Illegaliteit) et membre du Collège des hommes de confiance (College van Vertrouwensmannen) chargé par le gouvernement néerlandais en exil à Londres de préparer le pays après la Libération.
Le 24 juin 1945, Drees est choisi comme ministre des Affaires sociales et de l'Emploi et vice-premier ministre des Pays-Bas dans le cabinet Schermerhorn/Drees. Il a occupé les deux postes jusqu'au 7 août 1948, quand il est devenu Premier ministre des Pays-Bas, du fait de la victoire des travaillistes aux élections législatives (Drees était tête de liste). 

### Premier ministre des Pays-Bas
Willem Drees est Premier ministre des Pays-Bas du 7 août 1948 au 22 décembre 1958, soit pendant plus de dix ans. Pendant cette période, il dirige quatre gouvernements: les cabinets Drees-Van Schaik, Drees I, Drees II et Drees III. Le Parti travailliste ne détenant pas de majorité au parlement, Willem Dress doit gouverner en coalition avec des partis de droite.
Le mandat de Drees à la tête du pays est marqué par au moins quatre développements politiques majeurs : la décolonisation, la reconstruction économique, l'établissement de l'État-providence néerlandais et l'intégration et la coopération internationale, qui inclut la formation du Benelux, de l'OCDE, de l'OTAN, de la CECA et de la CEE.
Un grand nombre de réformes sociales sont adoptées pendant le mandat de Willem Drees. L'appartenance à des fonds de pension est rendue obligatoire dans l'industrie en mars 1949. Une loi du mois d'août 1950 établit l'égalité des droits pour les enfants illégitimes et introduit une pension pour les enfants en situation de handicap âgés de 16 à 20 ans. En novembre 1950, une allocation spéciale est établie pour les fonctionnaires retraités ayant des enfants, tandis que l'assurance maladie est rendue obligatoire pour de nouvelles parties de la population, dont les retraités et les personnes invalides. Des conseils professionnels sont établis la même année. Les indépendants ayant des revenus modestes ont droit à des allocations familiales pour leurs deux premiers enfants dès juin 1951. Une allocation pour les étudiants et pour les jeunes en situation de handicap est introduite en février 1952 jusqu'à l'âge de 27 ans. Une retraite universelle dès l'âge de 65 ans est introduite pour l'ensemble des résidents en mai 1956 et une assurance maladie à prix réduit est introduite en décembre de la même année pour les personnes âgées n'ayant qu'une retraite modeste. En 1957, le renvoi des employées de l'État après leurs mariages est aboli.
Dans le domaine du logement, des loyers et augmentations de loyer fixes sont établis en 1950, la même année qu'est adoptée la Loi sur l'aménagement régional et urbain ainsi que des programmes de construction de logements. Des standards minimaux pour les bâtiments sont établis en 1951, puis adaptés en 1954 et 1956.
Dans le domaine de l'éducation, les dépenses publiques augmentent et les frais d'entrée dans les Universités publiques diminuent. Des écoles secondaires pour filles sont créées en 1949, le nombre d'années de scolarité obligatoire est étendu à huit en 1950, des établissements de formation des professeurs sont établis en 1952. À partir de 1955, les enfants de quatre ans et plus ont la possibilité d'aller au jardin d'enfants et les encadrants de ces structures voient leur formation régulée.
Enfin, des lois sont adoptées à propos des allocations pour les chômeurs (1952) et de pensions pour les veuves et les orphelins (1956). 
Espérantiste lui-même, Willem Drees prend la parole au Congrès mondial de l'Espéranto qui se tient en 1954 à Haarlem, aux Pays-Bas.
En 1956, il doit faire face à la crise générée par l'influence de la guérisseuse Greet Hofmans sur la souveraine Juliana des Pays-Bas. Férue d'astrologie et d'occultisme, Juliana laisse cette femme lui dicter sa politique, et il faut les menaces de Drees, accompagnées d'élections anticipées et d'une commission remettant en cause le principe monarchique néerlandais pour que Hofmans soit écartée de la Cour.

### Retraite politique
Lorsque son cabinet chute en décembre 1958, Willem Drees reçoit le titre honorifique de ministre d'État et le Parti travailliste le nomme membre de son Conseil exécutif à vie. Il cesse d'assister au Conseil exécutif en 1966 en raison de problèmes auditifs. En profond désaccord avec les tendances de la Nouvelle gauche en vogue auprès des membres du parti et avec la stratégie du parti, Willem Drees quitte le parti au début des années 1970.
Il décède le 14 mai 1988 à La Haye, à l'âge de 101 ans, et l'événement est largement ressenti dans le pays.

### Famille
Willem Drees épouse Catharina Hent (6 mai 1888 - 30 janvier 1974) le 28 juillet 1910. Ils ont quatre enfants, deux filles et deux garçons. Les deux fils, Jan Drees et Willem Drees Jr, ont été actifs au sein du Parti travailliste avant de le quitter en 1970 pour rejoindre les Socialistes démocratiques 70.